# Kira Misikowetz
Kira Misikowetz, verh. Misikowetz-Gentilini, (* 14. März 1979 in Mississauga, Ontario) ist eine ehemalige kanadische Eishockeyspielerin und derzeitige -trainerin, die zwischen 2004 und 2013 für das Ladies Team des HC Lugano in der Swiss Women’s Hockey League A aktiv war.

## Karriere
Kira Misikowetz spielte zwischen 1998 und 2002 im nordamerikanischen Collegeeishockey, zunächst von 1998 für die Black Bears der University of Maine, ab 2000 dann für die University of New Hampshire. Dabei setzte sie mit 40 Scorerpunkten (davon 28 Assists) in ihrer Rookie-Saison neue Rekorde für die Black Bears. In zwei Jahren für New Hampshire erzielte sie 28 Tore und 39 Assists und wurde 2002 für den Patty Kazmaier Award nominiert.
Zur Saison 2004/05 wurde sie vom HC Lugano verpflichtet, für den sie in den folgenden Jahren sehr erfolgreich in der Leistungsklasse A spielte.
Nach der Saison 2012/13 beendete sie ihre aktive Karriere und wurde Assistenztrainerin beim HC Lugano.
Seit ihrer Heirat ist sie auch als Kira Gentilini oder Kira Misikowetz-Gentilini bekannt.

## Erfolge und Auszeichnungen
- 2006 Schweizer Meister mit dem HC Lugano
- 2006 Playoff-Topscorerin der Leistungsklasse A
- 2007 Schweizer Meister mit dem HC Lugano
- 2009 Schweizer Meister mit dem HC Lugano
- 2010 Schweizer Meister mit dem HC Lugano
- 2012 Topscorerin (49) und beste Vorlagengeberin (31) der Leistungsklasse A
- 2014 Schweizer Meister mit dem HC Lugano (als Assistenztrainerin)
- 2015 Schweizer Meister mit dem HC Lugano (als Assistenztrainerin)

## Karrierestatistik
(Legende zur Spielerstatistik: Sp oder GP = absolvierte Spiele; T oder G = erzielte Tore; V oder A = erzielte Assists; Pkt oder Pts = erzielte Scorerpunkte; SM oder PIM = erhaltene Strafminuten; +/− = Plus/Minus-Bilanz; PP = erzielte Überzahltore; SH = erzielte Unterzahltore; GW = erzielte Siegtore; 1 Play-downs/Relegation; Kursiv: Statistik nicht vollständig)